# 克伦保
克伦保是德国石勒苏益格－荷尔斯泰因州劳恩堡公国县的一个市镇。总面积10.07平方公里，总人口600人，其中男性304人，女性296人（2011年12月31日），人口密度60人/平方公里。镇内有一同名居民点。

## 历史
1194年拉策堡大教堂财产分割的文献中首次提到克伦保。从1889年开始它属于贝肯廷区。1928年镇边上的农庄被并入镇。1952年和1956年镇上为从东部地区被驱逐的难免修造了两个新居民点。

## 镇徽
镇徽上方的底色是绿色的，下方是银色的，绿色的面积稍大。两个底色过度的地方是波浪形。上方绿色底色右侧有一金色的犁头，其尖角指向右上角，左侧有一自然的白鹳。下侧银色底色上有两把交叉的绿色穗。